# محمد الدعيج
محمد الدعيج (مواليد 1980) هو رجل أعمال كويتي، ورائد أعمال، ومحاضر. يشغل منصب الرئيس التنفيذي لشركة "أليا غلوبال غروب" منذ عام 2008.
تلقى تعليمه الجامعي في المملكة المتحدة، حيث درس المحاسبة والمالية في جامعة ليدز وتخرج عام 2002. بدأ مسيرته المهنية بالعمل في الصندوق الكويتي للتنمية الاقتصادية العربية، ضمن فريق تمويل المشاريع في آسيا. ومن عام 2004 حتى 2008، عمل كمحلل مالي ثم مدير استثمار في شركة "جلوبال إنفستمنت هاوس" بالكويت.

## الجوائز
حصل الدعيج على عدة جوائز تقديرًا لإنجازاته. ففي عام 2017، منحته مجلة "بيزنس وورلدوايد" لقب "رجل العام" لقدرته على الحفاظ على علاقات مهنية قوية رغم التحديات السياسية. كما نال في عام 2016 جائزة الرئيس التنفيذي من المجلة نفسها. وفي العام ذاته، حصلت شركته "أليا غلوبال غروب" على جائزة "أفضل شركة استشارية للعام" ضمن جوائز الأعمال العالمية التي تقدمها مجلة "ذا يوروبيان".